# Hilde Kreulitsch
Hilde Kreulitsch (* um 1940, geborene Hilde Taupe) ist eine österreichische Badmintonspielerin.

## Karriere
Hilde Kreulitsch wurde 1958, 1960 und 1961 österreichische Meisterin im Damendoppel mit ihrer Schwester Anni Fritzer. 1966 und 1967 siegten beide auch bei den Slovenian International. Im Dameneinzel gewann Hilde Kreulitsch den nationalen Titel fünfmal und im Mixed zweimal. Bei den World Masters Games 2002 gewann sie Silber und Gold.

## Sportliche Erfolge
| Saison | Veranstaltung                    | Disziplin   | Platz | Name                                     |
| ------ | -------------------------------- | ----------- | ----- | ---------------------------------------- |
| 1958   | Österreich: Einzelmeisterschaft  | Damendoppel | 1     | Hilde Taupe / Anni Taupe                 |
| 1959   | Österreich: Einzelmeisterschaft  | Dameneinzel | 1     | Hilde Taupe                              |
| 1960   | Österreich:Einzelmeisterschaft   | Damendoppel | 1     | Hilde Taupe / Anni Taupe                 |
| 1961   | Österreich: Einzelmeisterschaft  | Damendoppel | 1     | Hilde Taupe / Anni Taupe                 |
| 1961   | Österreich: Einzelmeisterschaft  | Dameneinzel | 1     | Hilde Taupe                              |
| 1964   | Österreich: Einzelmeisterschaft  | Dameneinzel | 1     | Hilde Kreulitsch                         |
| 1965   | Österreich: Einzelmeisterschaft  | Dameneinzel | 1     | Hilde Kreulitsch                         |
| 1966   | Slovenian International          | Damendoppel | 1     | Hilde Kreulitsch / Anni Fritzer          |
| 1966   | Slovenian International          | Dameneinzel | 1     | Hilde Kreulitsch                         |
| 1966   | Slovenian International          | Mixed       | 1     | Bernd Frohnwieser / Hilde Kreulitsch     |
| 1967   | Slovenian International          | Damendoppel | 1     | Hilde Kreulitsch / Anni Fritzer          |
| 1970   | Österreich: Einzelmeisterschaft  | Dameneinzel | 1     | Hilde Kreulisch                          |
| 1977   | Österreich: Einzelmeisterschaft  | Mixed       | 1     | Ernst Stingl / Hilde Kreulitsch          |
| 1977   | Österreich: Einzelmeisterschaft  | Damendoppel | 1     | Hilde Kreulitsch / Renate Dietrich       |
| 1978   | Österreich: Einzelmeisterschaft  | Mixed       | 1     | Gerald Hofegger / Hilde Kreulitsch       |
| 1985   | Österreich: Einzelmeisterschaft  | Damendoppel | 1     | Elisabeth Wieltschnig / Hilde Kreulitsch |
| 1999   | Senioren-Europameisterschaft 55+ | Dameneinzel | 3     | Hilde Kreulitsch                         |